# Al-Budi
Al-Budi (tiếng Ả Rập: البودي, cũng được đánh vần là el-Bodi) là một ngôi làng ở phía tây bắc Syria, một phần hành chính của quận Jableh thuộc tỉnh Latakia, nằm ở phía nam Latakia. Các địa phương lân cận bao gồm Ayn al-Shiqaq ở phía tây, Qardaha ở phía bắc, Harf al-Musaytirah ở phía đông, Zama và Ayn al-Sharqiyah ở phía nam và Siyano ở phía tây nam. Theo Cục Thống kê Trung ương Syria, al-Budi có dân số 2.359 trong cuộc điều tra dân số năm 2004. Người dân chủ yếu là Alawites.